# Manucho
Manucho (s pravim imenom Mateus Alberto Contreiras Gonçalves), angolski nogometaš, * 7. marec 1983, Luanda, Angola.